# 公視+
公視+是由台灣公廣集團公共電視文化事業基金會推出的行動影音串流平臺，前身為「公視+7」。可由智慧型手機、平板電腦透過瀏覽器線上收看。

## 營運事記
- 2016年1月2日，「公視+7」成立，首波推出《愛的萬物論》、《一字千金》、《公視晚間新聞》等於公視主頻晚間5點半至深夜12點的首播節目。於播出24小時後，使用者可在七天內免費在網路上觀看。[3]
- 2017年10月16日，公視+7更名為「公視+」，不限七天內收看，並加入過往節目內容，使用者介面也大幅度改版，並推出「4K影音」、「點點愛」及「OTT獨播」專區。
- 2018年7月7日，公視+推出「VIP服務」，首波可收看戲劇《你的孩子不是你的孩子》4K完整版。

## 首播節目
以下列出於公視+首播之節目。
- 一呼百應
- 博恩在脫口秀的前一天爆炸（公視第一個網路自製節目）

## 首播電視劇
- 城市情歌
- 8號公園

## 外部連結
- 公視+ 的官方網站 （页面存档备份，存于）
- 公視影音網的Facebook專頁（繁體中文）